# Browser Ballett – Satire in Serie
Browser Ballett – Satire in Serie ist eine deutsche Comedy-Fernsehserie, die seit dem 28. Oktober 2021 im ARD ausgestrahlt wurde. In den Hauptrollen sind Schlecky Silberstein und Luise von Finckh zu sehen. 2021 wurden acht Folgen gesendet. In den Folgen sind auch einzelne Kurzfilme des Browser Ballett integriert.

## Handlung
Schlecky Silberstein und Luise Stark moderieren gemeinsam eine Late-Night-Show. Schlecky Silberstein wird in der ersten Folge von seiner Frau verlassen. Da er dadurch obdachlos wird, nimmt ihn Luise Stark auf.

## Gaststars
Klaas Heufer-Umlauf, Karl Lauterbach, Micaela Schäfer, Martin Semmelrogge, Philipp Walulis und Susanne Daubner treten in den ersten Folgen auf.

## Episodenliste
| Nr. (ges.) | Nr. (St.) | Originaltitel             | Erstausstrahlung D |
| ---------- | --------- | ------------------------- | ------------------ |
| 1          | 1         | Klaas – Der Date Doctor   | 28. Okt. 2021      |
| 2          | 2         | Stars und Gendersternchen | 28. Okt. 2021      |
| 3          | 3         | Kinderlose Arschlöcher    | 4. Nov. 2021       |
| 4          | 4         | Algorithmen und Mütter    | 11. Nov. 2021      |
| 5          | 5         | Absturz auf der Bühne     | 18. Nov. 2021      |
| 6          | 6         | Der deutsche Jesus        | 25. Nov. 2021      |
| 7          | 7         | Dates und andere Pannen   | 2. Dez. 2021       |
| 8          | 8         | Weihnachts-Odyssee        | 9. Dez. 2021       |